# 捷解新語
捷解新語（しょうかいしんご）は、17世紀に李氏朝鮮で編纂された日本語学習用テキスト。

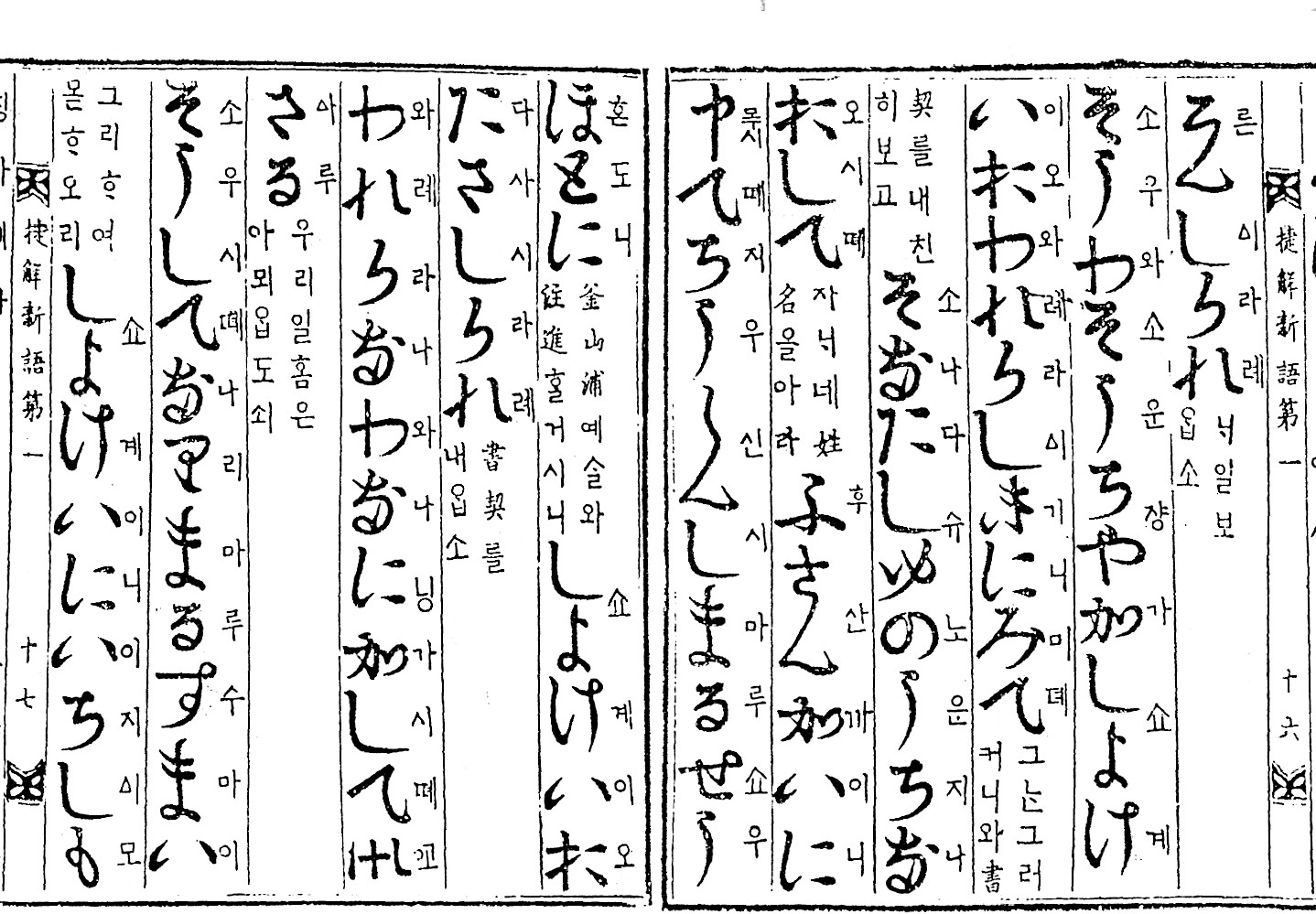
「原刊本」捷解新語

## 概要
康遇聖（こうぐうせい、강우성、1581-没年未詳）によって著された日本語学習書であり、対話体の日本語（平仮名漢字交じり表記）とその音注、対訳から成る。解説文はない。本書の成立により、朝鮮ではそれ以前に用いられていた数種の学習書がみな廃止された。以後本書とその改修版が甲午改革（1894年）まで用いられることとなる。
書名は「新しい言語を速やかに修得する」というほどの意である。「新語」とは具体的には日本語を指すが、なぜ「新語」と題したか理由は不明である。
内容は朝鮮の使節と日本の役人との対話が中心であり、巻末に日本の国名、書簡文を附載する。書簡文は対話の内容に関連したものである。
本書は日本語の記述において量・質とも、ほぼ同時期のキリシタン資料に大きく劣るが、日本語史の資料としてしばしば活用される。また朝鮮語史においても重要な資料の一つである。

## 編者
康遇聖は文禄の役の際に10歳で日本に連行され、日本で10年間過ごした後、朝鮮に帰国する。帰国後、通訳の試験を受けるものの、なかなか合格しなかった。訳官就任後3度来日している。
当時の日本語教科書で教えられた日本語は、彼の習い覚えた日本語とは相違があったようであり、本書を著すに至る。
しかし康遇聖の生前に刊行は成らず、死後40年ほど経過した1676年（粛宗2、延宝4、丙辰）刊行となる。
崔鶴齢（1710-没年未詳）らによって18世紀に数回改訂された。

## 成立時期
「原刊本」刊記と巻7に「康煕丙辰」（1676年）とあり、『通文館志』巻8も同様である。一方『通文館志』巻7には「康煕庚戌」（1670年）とあり、『重刊改修捷解新語』凡例には「万暦戊午」（1618年）とある。1676年が正しく、1618年頃には原稿が出来上がっていただろうとされる。

## テキスト

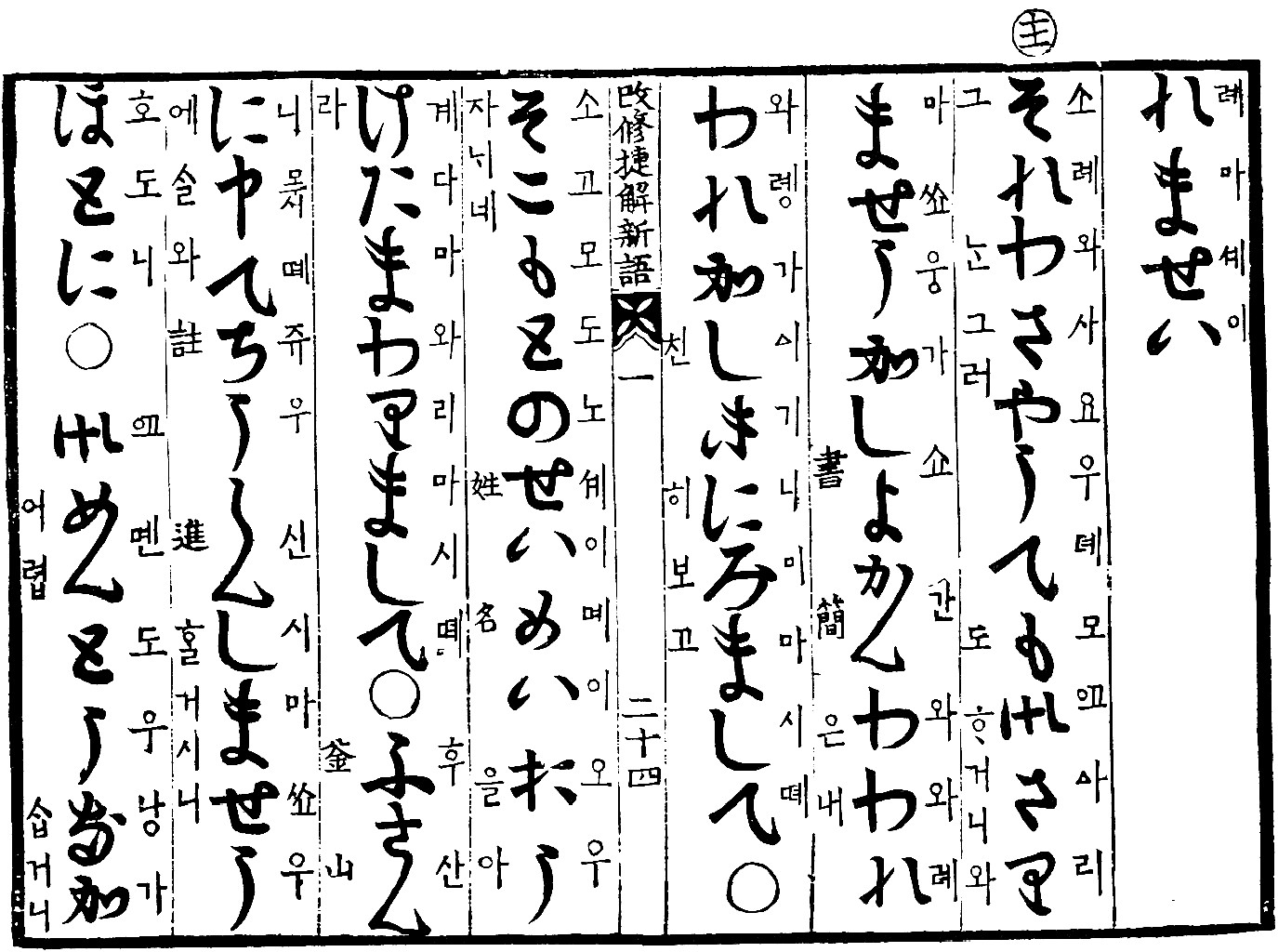
改修捷解新語

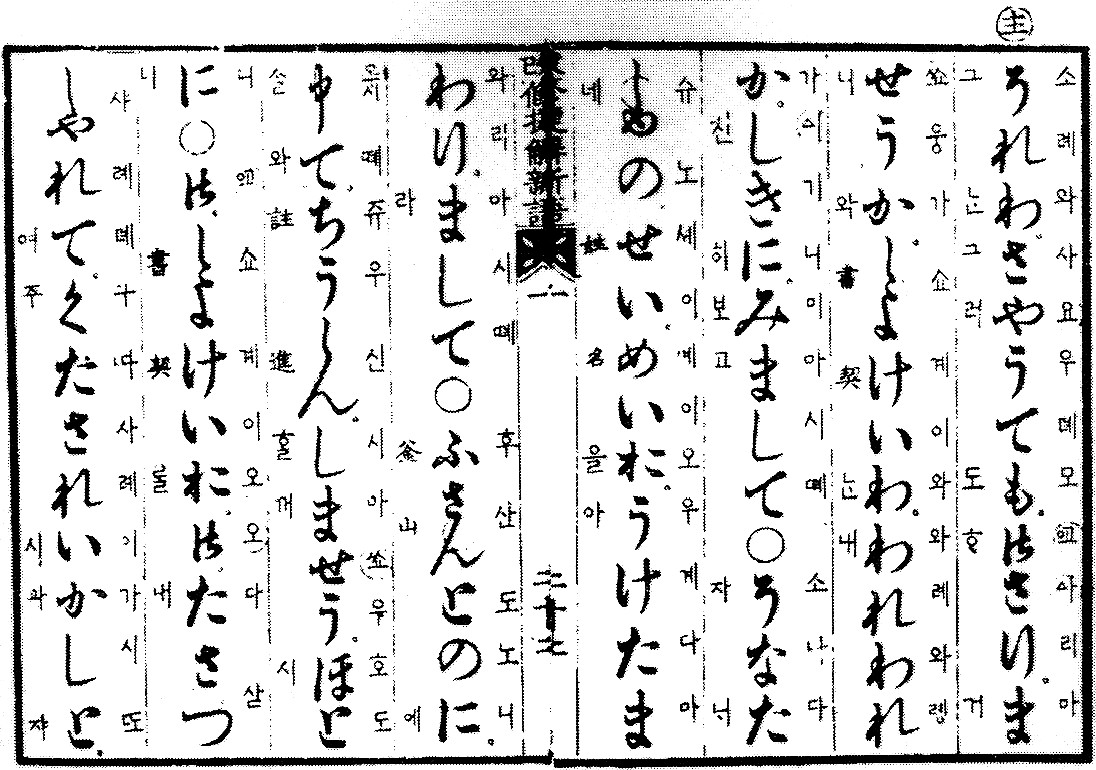
重刊改修捷解新語

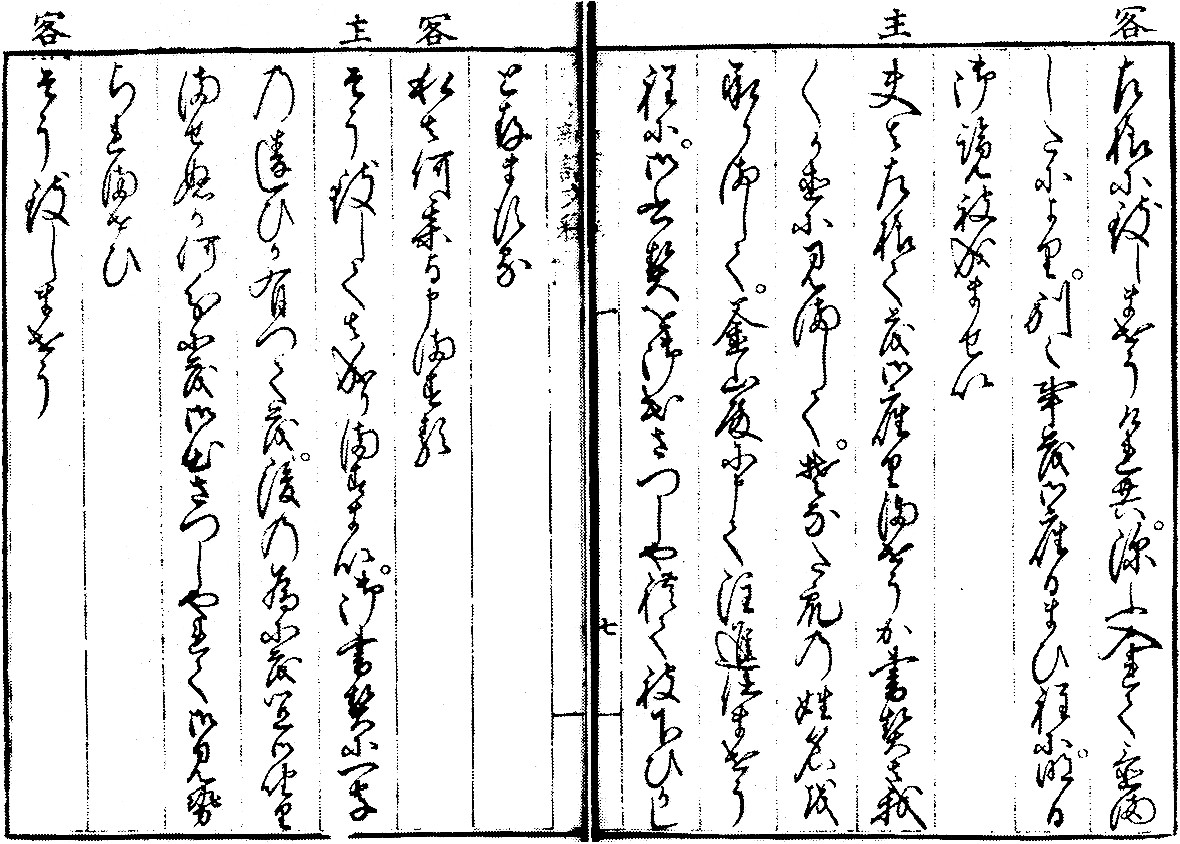
捷解新語文釈

大きく分けて4つのバージョンがある。

### 「原刊本」
旧京城帝国大学附属図書館奎章閣旧蔵。康煕15年丙辰孟冬開刊」の刊記がある。
全10巻、活字版。本行中央に平仮名漢字交じり文の日本語、右にハングルによる発音表記を付し、語句の切れ目ごとに2行割注でハングル漢字交じり文による朝鮮語訳が記されている。本文の文字の書体は「稚拙」という評価がある。
- 巻1-9前半: 対話体本文。巻1巻末に難語句解あり。
- 巻9後半: 国尽
- 巻10: 書簡文。巻末に難語句解あり。

### 改修本（第1次改修本）
「乾隆戊辰」（1748年）、崔鶴齢によって改訂されたものである。
『改修捷解新語』とある。本書が発見されるまで、次項の重刊改修本が「改修捷解新語」とされていた。
全10巻。但し巻10は上中下に分冊。朝鮮語訳が本行の左ルビになり、句の区切りは○印を使っている。対話の人物を「主」「客」と表示し分け、小見出しを付してある。半帖の行数が6行から4行に減って文字が大きくなっている。本文の表現はだいぶ改められている。

### 重刊改修本（第2次改修本）
崔鶴齢によって1762年に第二次改訂がなされ、「乾隆辛丑」（1781年）に重刊されたのが『重刊改修捷解新語』である。但し版心には「改修捷解新語」とある。第二次改修本原本は今日残っていない。第1次改修本に比して内容を整理したところがある。書体は先の版とは大きく異なり、「非常に優雅」なものに改められている。

### 『捷解新語文釈』
上記3つのバージョンは日本語表記が平仮名主体であり、それは日本語の普通の表記ではなかった。そのため、読み書きという点で難点があった。『捷解新語文釈』は金健瑞（1743-没年未詳）による草書体の表記で編纂された。ハングルによる発音・訳の表記を欠いている。

## 「原刊本」日本語表記の特徴
ハングルは河野六郎式に近いアルファベット表記で示す。初声ㅇは開き括弧「‘」、母音ㅓは「ə」、ㅔは「əi」。ハングル1字1字の境界をハイフン「-」で示す。
「原刊本」には著者の誤解ないし刊行者の誤刻がかなりあり、幾度もの改修によって日本語らしい日本語へと改められてゆく。ここでは「原刊本」の特徴を、誤りも含めて記述する。

### 本行（かな・漢字）
巻1-9では平仮名主体であり、漢字は「御」「申」のみである。おおむね表音表記で、「い」「ゑ」「お」「う」「わ」に統一されている。ウ段・オ段長音はおおむね歴史的仮名遣いに類似する。
「御ざらいんて」（御座らいで）、「きわめんゑば」（きわめねば）、「のうしても」（どうしても）、「ぬすい」（留守居）、「たさしらる」（立たしらる・立たせらる）、「あくふうをあうて」（悪風に遭うて）など、朝鮮語話者の誤解に基づくと思われる表記・語法もある。

### 日本語のハングル表記
日本語#歴史、ハングル#字母と文字構成を参考。

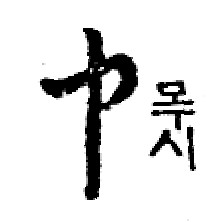
「申」と特殊なハングル /mou-si/

オ段長音は-o-‘u に統一され、開合が書き分けられておらず、仮名表記で書き分けられているのと食い違っている。
- 「しやうけ」（上下）zyo-‘u-kyəi, 「ふかう」（深う）hu-ko-‘u
- 「とうたう」（同道）to-‘u-to-‘u, 「とうい」（遠い）to-‘u-‘i
- 「しんめう」（神妙）sin-myo-‘u, 「けう」（今日）kyo-‘u

なお「申」の発音を表すハングルは母音「o」と「u」を1字に収めるといった、朝鮮語では見られない文字を採用している。
エ段音は‘yəi もしくは ‘yə によって表記されており、ほぼ同時期のキリシタン資料でエが「ye」と表記されたのと同様 [je] のような発音を表したと推測される。但しケ・テ・メ・レなども kyəi のように表記されている点が注目される。
濁音は、語頭以外の場合、前の音節末に m, n, ŋ を補う。
- 「およひ」（及び）‘o-‘yom-pi、「なにかし」（なにがし、某）na-niŋ-ka-si

そのため、撥音＋濁音や撥音＋清音の場合と区別がつかない。
- 「ねんころ」（懇ろ）nyəŋ-ko-ro
- 「てんち」（天地）tyən-ci

語頭の濁音は、初声にm, n, ŋ を並書した特殊な表記を採用している。
- 「とこ」（何処）nto-ko, 「御さる」（御座る）ŋko-za-ru

なおザ行音にはㅿ（△字母）を用いる。これは朝鮮語でもハングル制定当時からしばらくの間は使われた字母である。
- 「たいさ」（対座）ta-‘i-za, 「やうしやう」（養生）‘yo-‘u-zyo-‘u

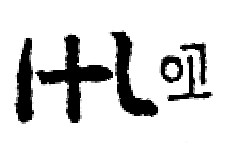
「御」と特殊なハングル /ŋko/

ハングルは有声-無声の区別ができないので、ジョアン・ロドリゲスが『大文典』で指摘したような、濁音前の鼻音の存在を即、表しているとは言えないかもしれない。しかし濁音前の鼻音をより積極的に表そうとしたものも見られる。
- 「わさと」（わざと）‘oan-za-to, 「ちくこ」（筑後）ci-kuŋ-ŋko

子音字母の並書によって、語中の清音や促音を表そうとしたものがある。なお原刊本における朝鮮語表記では、濃音はまだ並書が行われておらず、sk-, pt-などが使われていた。
- 「てんき」（天気）tyən-kki, 「さいそく」（催促）sa-‘i-sso-ku
- 「まいて」（参って）ma-‘i-ttyəi, 「みかち」（三日路）mi-kka-ci, mik-kan-ci

チ・ツは ci, cci・cu, ccu と表記される。ヂ・ヅは n-ci, n-cu のように表記し、ジ・ズとはおおむね書き分けられているが、混同したものもある。当時の京都で既に混同が起こっていたことを反映すると見られる。なお「てう」の場合、cyo-‘u, tyo-‘u の両方が見られる。キリシタン資料でも t, d音ではなく、ジヂ・ズヅ（四つ仮名）の混同が起こり始めていたことが指摘されているのと共通する。
ハ行音は、ハ・フ・ホは hoa, hu, ho、ヒ・ヘは激音字母 p‘ を用いる。キリシタン資料では「f」が用いられ、唇を使った摩擦音であったことが指摘されているが、それとある程度は共通するものとなっている。
カ行合拗音が表記されており、必ずしも朝鮮漢字音の影響ではなく日本語での現象であると見られる。
- 「たいくわん」（代官）ta-‘i-koan, 「りよくわい」（慮外）ryoŋ-koa-‘i

漢字音の入声は巻10では-t で表記される。これはキリシタン資料にも見られるものである。は巻1-9には「つ」「ち」に母音の伴ったものが見られる。
- 「いつひつ」（いっぴっ、一筆）‘it-pit
- 「あいさつ」（挨拶）‘a-‘i- sa-ccu 「なくわち」（なんぐゎち、何月）naŋ-koa-ci

語末の撥音は-n で表される。朝鮮漢字音で-m が期待されるものでも同様である。語中の撥音も後に続く子音によって-m, -n ,-ŋ に分かれ、朝鮮漢字音とは連動しない。
- 「しなん」（指南）zi-nan （朝鮮漢字音で「南」は/nam/）
- 「ふんへつか」（分別が）hum-pyəi-ccuŋ-ka（朝鮮漢字音で「分」は/pun/、-m音は次の音に影響されたもの）

## 日本語の語彙
中世から近世初期の普通の日本語語彙であり、『狂言記』に似た印象を指摘するものがある。おおむね京都の方言ではないかとされるが、「いどる」のような語彙は九州や対馬の方言も混在しているかとされる。場面は役人の交渉ではあるが、内容的にも語彙的にも俗っぽいくだけた印象を受ける。
丁寧語が原刊本では「まるする」という語形であり、「まらする」から「まする」への過渡的段階を示すものとして注目される。改修本以降は「まする」に変わるが、ハングル表記が「마쓰루  ma-ssɯ-ru」とあり、「る」の脱落が促音のような音声で実現した可能性を示唆している。
朝鮮通信使の会話ということもあり、「とねきふさんかい」（とねぎふさんかい、東莱釜山浦）、「にはんつ（く）そき」（にばんつくそぎ、二番特送使）など、独特の語彙・語形が見られる。

## 刊行物

### 影印
- 『捷解新語 本文・国語索引・解題』京都大学国語国文学会、1957年
- 『改修捷解新語 本文・国語索引・解題』京都大学国語国文学会、1987年
- 『重刊改修捷解新語 本文・国語索引・解題』京都大学国語国文学会、1960年
- 『捷解新語文釈 本文・開題』京都大学国語国文学会、1963年
- 『三本対照捷解新語 本文篇』『三本対照捷解新語 釈文・索引・解題篇』京都大学国語国文学会、1973年 - 原刊本・重刊改修本・文釈の3本

その他韓国の出版社によるものがある。

### 翻字
- 林義雄（編）『四本和文対照捷解新語』専修大学出版局、2006年。 - 日本語部分のみ